# Lycia et Pamphylia

Römische Provinzen

Lycia et Pamphylia war eine römische Provinz in Kleinasien.
Die Provinz wurde etwa 74 n. Chr. unter Vespasian eingerichtet, nachdem Lycia bereits 43 n. Chr. als kaiserliche Provinz gegründet worden war. Pamphylia gehörte bis dahin zur Provinz Galatia (seit 25 v. Chr.). Vorher (ab 102/101 v. Chr.) hatte die pamphylisch-ostlykische Küste zur Provinz Cilicia gehört; nach deren Auflösung um 44 v. Chr. zählte ein Teil von Pamphylia zur Provinz Asia. Von Hadrian oder Antoninus Pius wurde der Doppelprovinz Pisidia hinzugefügt. Unter Mark Aurel wurde sie senatorisch und zwischen 311 und 325 geteilt sowie der Dioecesis Asiana zugeordnet.
Zur Geographie, Geschichte und einzelnen Orten siehe Lykien und Pamphylien.